# 에글리스 야이마 크루스
에글리스 야이마 크루스(스페인어: Eglis Yaima Cruz, 1980년 4월 12일~)는 쿠바의 사격 선수로 주 종목은 소총이다. 올림픽에 5회 참가하였으며 2008년 하계 올림픽 여자 50m 소총 3자세에서 동메달을 획득했다.